# Serena (Pokémon)
Serena (セレナ) és un personatge de ficció de la franquícia de mitjans Pokémon. Va aparèixer per primera vegada com a protagonista en els videojocs Pokémon X i Y. Més tard aquest personatge va aparèixer en diverses altres publicacions de Pokémon com l'anime i el manga.

## Perfil
Els personatges van ser dissenyats per Ken Sugimori i Atsuko Nishida. L'actor de veu per al japonès és Mayuki Makiguchi i per a l'anglès per Haven Paschall.
A l'anime, Serena va aparèixer per primera vegada a la 17a temporada. Es converteix en el company de viatge d'Ash Ketchum a la regió de Kalos. Va seguir una carrera com a intèrpret de Pokémon amb l'esperança d'aconseguir el títol de reina de Kalos.
Serena també apareix al manga Pokémon Adventures amb el nom de Y o Yvonne Gabena. També apareix en els videojocs Pokémon Masters EX i Super Smash Bros.